# Remember the Night
Remember the Night (bra: Lembra-se Daquela Noite?; prt: Lembra-te Daquela Noite) é um filme estadunidense de 1940, dos gêneros comédia romântica e natalina, dirigido por Mitchell Leisen e estrelado por Barbara Stanwick e Fred MacMurray. Último roteiro escrito por Preston Sturges antes de ele tornar-se também diretor, esta é a sua segunda colaboração com Leisen (a primeira foi Easy Living, em 1937). Diferentemente de outras histórias de Sturges, Remember the Night mistura de humor e sentimentalismo, com ênfase no estudo de personalidades, o que proporcionou um clima tépido e irresistivelmente charmoso.
O filme é considerado por Ken Wlaschin como um dos onze melhores da carreira de Fred MacMurray.

## Sinopse
A bonita ladra Lee Leander é presa ao tentar penhorar uma pulseira valiosa que roubou em uma joalheria em Nova Iorque. Como é véspera de Natal, o implacável promotor John Sargent consegue o adiamento do julgamento para depois do período festivo, pois acha que assim terá mais chances de condená-la com um juri não influenciado pela atmosfera natalina. Mas depois fica com pena da moça passar o Natal na cadeia e chama um agente e diz para pagar-lhe a fiança. O agente acha que Sargent está em busca de uma aventura amorosa com Lee e a leva para o apartamento do promotor após libertá-la. Sargent avisa que está de saída para viajar mas a moça lhe diz que não tem para onde ir, já que só mora em hoteis dos quais depois sai sem pagar a conta. Ao saber que ambos são do estado de Indiana, John propõe que ela viaje com ele até a casa de mãe dela que se situa numa cidade próxima da dele, para passar o Natal ali. Mas são muito mal recebidos pela rancorosa mulher. Diante disso, John leva-a para o seio de sua própria família, onde Lee recebe o afeto da mãe dele e dos outros parentes. Nesse ambiente caloroso, o casal se apaixona, mas Lee teme atrapalhar a carreira de John.

## Elenco
| Ator/Atriz          | Personagem                     |
| ------------------- | ------------------------------ |
| Barbara Stanwick    | Lee Leander                    |
| Fred MacMurray      | John Sargent                   |
| Beulah Bondi        | Senhora Sargent                |
| Elizabeth Patterson | Tia Emma                       |
| Willard Robertson   | Francis X. O'Leary             |
| Sterling Holloway   | Willie Simms                   |
| Charles Waldron     | Juiz em Nova Iorque            |
| Paul Guilfoyle      | Procurador                     |
| Pat O'Malley        | Membro do juri (não creditado) |